# Sphaerodactylus rhabdotus
Sphaerodactylus rhabdotus — вид геконоподібних ящірок родини Sphaerodactylidae. Ендемік Домініканської Республіки.

## Поширення і екологія
Sphaerodactylus rhabdotus мешкають в долині Валле-де-Нейба на півдні острова Гаїті. Вони живуть в сухих тропічних лісах, в заростях агави, серед опалого листя і під камінням. Зустрічаються на висоті до 150 м над рівнем моря.

## Збереження
МСОП класифікує цей вид як такий, що перебуває під загрозою зникнення. Sphaerodactylus rhabdotus загрожує знищення природного середовища. 